# Sigurd Eriksson
No confundir con Sigurd Sleva
Sigurd Eriksson fue un caudillo vikingo de Noruega, hermano de la reina consorte Astrid Eiriksdotter, esposa de Tryggve Olafsson y por lo tanto tío del rey Olaf Tryggvason.
Según Heimskringla del escaldo islandés Snorri Sturluson, un poco después de la muerte del rey Tryggve, Astrid dio a luz a su hijo Olaf en un islote en fiordo de Randsfjorden, donde se mantenía escondida de Harald II de Noruega, el asesino de su esposo que pretendía unificar Noruega a cualquier precio.
Astrid decidió marcharse a Garðaríki donde su hermano Sigurd estaba por aquel entonces al servicio del rey Vladímir I de Kiev. Olaf contaba con tres años cuando partió junto con su madre a bordo de un barco mercante de Nóvgorod. En el mar Báltico, el barco fue asaltado por una banda de osilianos (vikingos estonios), y sus pasajeros fueron asesinados o vendidos como esclavos. El pequeño Olaf, el padre adoptivo de su madre Thorolf Lusarskeg y el hijo de este, Thorgils, fueron esclavos de un hombre llamado Klerkon. Este mató a Thorolf por considerarlo demasiado viejo y vendió a los dos niños a otro hombre, que a su vez los vendió a un tal Reas.
Seis años después. Sigurd Eriksson, visitó Estonia en su función de recaudador de impuestos y, al encontrar a un niño de gran belleza, le preguntó acerca de su familia y coincidió que se trataba de su sobrino; Sigurd compró a los dos niños a su amo y los llevó con él a Nóvgorod, donde vivieron bajo la protección del rey Vladimir.